# Abborregölen (Simonstorps socken, Östergötland)
Abborregölen är en sjö i Norrköpings kommun i Östergötland och ingår i Kilaåns huvudavrinningsområde.